# 李永波
李永波（1962年9月18日—），遼寧大連人，中国男子羽毛球运动员、教练员、歌手，曾任中国国家队总教练，国家乒羽中心副主任。

## 生平

### 体育事业
李永波在1978年開始成為羽毛球运动员，他曾与田秉毅搭档多次获得世界级比赛双打冠军，包括三届汤姆斯杯冠軍（1986年、1988年、1990年）、两届世锦赛冠军（1987年、1989年）、1988年羽毛球世界杯冠军、1990年亚洲运动会的男子团体、男子双打冠军。
在1992年夏季奥林匹克运动会羽毛球比赛的男子雙打屈居季軍之後，李永波正式退役，並與田秉毅一起轉任教練員。
李永波1993年起出任中国国家羽毛球队副总教练（当时未设总教练），由於当时老队员大多数面临退役，新人青黃不接，国羽处于历史低谷，在1993年世锦赛上，中國只获得一项冠军、一项亚军和三项季軍。在上任后，李永波對教练班子进行了大换血，启用了李矛、李玲蔚等年轻教练，队员方面則着手培养葛菲、顾俊、叶钊颖、董炯、孙俊等後起之秀。然而，国羽在大换血后成績卻再遭挫敗，男子隊在1994年汤姆斯杯负于马来西亚未能进入决赛，女子队則在優霸盃决赛中以2-3负于王莲香领军的印尼队，丢掉了保持十年的尤伯杯。在当年年底舉行的廣島亚运会上，国羽在七个项目上没有一项进入决赛，遭遇了历史上最惨痛的失败。
雖然，国羽在李永波帶領下，創下历史最差的成绩，但他仍获得高层的力挺，得以继续执掌国羽；他不久後便帶领队伍從低谷反弹。在1995年蘇迪曼盃中，重點培養的新秀葛菲/顾俊、叶钊颖、孙俊在决赛中前三场就击败王莲香、阿尔比等强手，一舉擊敗处于鼎盛时期的印尼队，历史上首次夺得苏杯；在同年的世锦赛上，叶钊颖和韩晶娜包揽女单冠、亚军，中國選手重登世界羽壇巅峰。
1996年，李永波首次帶領中國隊征戰奥运会，葛菲/顾俊在女双决赛中力挫韩国的吉永雅/张惠玉，拿到了女子双打金牌，这也是中国队在羽毛球項目的奥运第一金；国羽自此更進入了辉煌時代。四年後的2000年悉尼奥运会，国羽成績大躍進，夺得4金1银3铜，更在女双项目包攬三面獎牌，吉新鹏也为中国夺得第一枚奥运会羽毛球男单金牌。
进入21世纪以来，李永波在队伍建设上極其成功，優秀的人才接班造就国羽長時間壟斷羽壇頂峰。在男单项目上，夏煊泽后馬上就迎来了林丹的时代，林丹之后又涌现了谌龙接班；女单项目上，自叶钊颖、龚智超退役以后，张宁、周蜜、龚睿那、谢杏芳迅速接班，此後的王琳、王仪涵、王适娴、汪鑫、李雪芮等也是迅速地顶了上来；在雙打项目上，又培養出蔡赟/傅海峰、张军/高崚、杨维/张洁雯、于洋/杜婧、徐晨/马晋、张楠、赵芸蕾、田卿等世界冠軍好手。李永波上任后曾多番表示，自己的目标是培养出100个世界冠军，他曾說過等到第100个世界冠军产生的那一天，就是他退休的日子。
在李永波24年的执教过程中，中国队共获得18枚奥运会金牌、44个世锦赛冠军、五次汤姆斯杯冠军（五連霸）、九次尤伯杯冠军（六連霸）、十次苏迪曼杯冠军（四连冠和六连冠）、6个羽毛球世界杯冠军，「世界冠军」頭銜共計92个，成绩相当辉煌。在2012年夏季奧林匹克運動會，國羽創造歷史包攬五金，李永波的總教練生涯也達到了巔峰。不過自伦敦奥运以后，国羽成绩下滑，女子单打连续四年没有拿到一个世界冠军，里约奥运会更是没有得到奖牌；女子双打一直是国羽绝对的王牌项目，但在里约奥运会上却无缘奖牌。男队连续两届汤姆斯杯未能进入决赛，并丢掉仁川亚运会男团金牌。随着王仪涵、王适娴、赵芸蕾、田卿、于洋、马晋等名将的退役，中国女队迅速进入低谷期。
2017年4月，李永波卸任中国国家羽毛球队总教练及乒羽运动管理中心副主任的职务，並在中国奥委会新成立的专家委员会工作。他回應離任的安排時表示：“这么多年在这个位置上的确很辛苦很累，我自己也觉得有些疲惫。自己做了这么多年总教练，是时候把年轻人推到一线，让他们用更新的思路去带领队伍发展。也许这样对队伍会更好。从一线退下来，去做一些推广项目的工作，也是早晚的事情。”在李永波卸任後，国家体育总局任命夏煊泽和张军为国羽单打组和双打组主教练，队伍不再设总教练职务。2019年1月28日，中国羽毛球协会換屆改選，李永波不再担任羽协副主席。

### 音乐事业
2008年，李永波先后与庞龙、羽·泉等歌手合作，推出奥运歌曲《兄弟干杯》、《中华力量 I believe》。

## 家庭
李永波的妻子為中國體育总局艺健部部长谢颖。他的儿子李根也成为羽毛球运动员，專攻雙打項目。

## 爭議事件

### 指使國家隊選手讓球
在李永波執掌中國國家隊期间，他曾多次承认自己安排队员让球，并对此感到自豪。他曾表示：“我们让球是因为我们强大，只有和队友交手才有机会（让球）。我觉得我们应该感到自豪，因为我们强大，我们同时有几个（组）选手进入前八、前四，从这个角度来说，对手想让球他也没有这个资本。”2012年7月，他在出征伦敦奥运前做客中国中央电视台節目《风云会》时，就曾表示：“外国人凭啥质疑中国羽毛球？让球！什么叫让球，他们有资本让球吗？这是我熟悉业务，而不是利用了规则。现在的外国人太小心眼，远不如中国人心胸宽广。”其中，較著名的讓球事件包括以下幾件：

#### 2000年奥运会女單讓球事件
2000年悉尼奥运会，丹麦名将卡米拉·马尔廷淘汰中國的戴韫率先进入女單决赛，另一场半决赛則在叶钊颖和龚智超之间进行。为了确保中國隊能拿得这枚金牌，球队内部決定讓對戰马尔廷成績較佳的龚智超晉級。李永波回忆道：“我们承诺（叶钊颖）如果龚智超夺冠，會给她相同的奥运冠军待遇，当时她哭了，但最后还是愿意尊重队伍的决定。”

#### 2004年奥运会女單讓球事件
2004年雅典奥运会，荷兰名将张海丽成功打敗龚睿那率先进入女單决赛；而两位中国选手张宁和周蜜則在另一场半决赛中对决。在张宁對周蜜的第一局比赛结束后，场外指导对周蜜言语了几句，拍了拍她肩膀，随后第二局周蜜很快败下阵来。李永波后来在一次电视节目中说出了真相：“张宁状态要更好，关键是对阵张海丽战绩也不错，所以第一局结束的时候就让周蜜不要拼了，使得张宁保留体力拼决赛。”最终张宁在决赛战胜了张海丽，成功夺冠。

#### 林丹七次“因伤”退赛
中國隊男單王牌林丹在2010年中國羽毛球超級賽到2012年亞洲羽毛球錦標賽期間，於各项国际赛事中曾七次“因伤”退赛，而其退赛的获益者往往不是陈金就是谌龙，目的是達致中国男單能全取伦敦奥运三席的目標。印尼名将陶菲克曾在林丹退赛后，公開指責他“缺乏职业道德”。面对各方的质疑，李永波卻回应：“让赛退赛这样的问题说了很多遍了，我也不想多重复，我们就是实力摆在那，用实力说话，不要叽叽歪歪的。”

#### 倫敦奧運消极比赛事件
在伦敦奥运会上，中國國家隊成員于洋和王晓理因为公然让球，最終被取消参赛资格。赛后李永波公開道歉：“我作为总教练，确实觉得要向球迷和全国观众说对不起。因为没有真正把中国羽毛球队优秀的拼搏精神充分地展现出来。这一点我做得不够。”第二天，他又在微博上公布：“该负的责任我一定负”，并称：“等比赛结束我会择机把过程分析给大家听”。但他之後一直没再提起此事，任何媒体问起，他都以“不要再纠缠过去”来回答。
同年9月，李永波接受央视主持人柴静专访，首次正式回应“消极比赛事件”。他質疑有關取消参赛资格的決定太過草率，因為過去世界羽联从来都没有处罚过任何消极比赛的人（包括過去印尼和马来西亚在汤姆斯杯中，特意让单打运动员去打双打，双打运动员打单打的行為），所以不明白凭什么取消运动员的比赛资格。他否認消极比赛是他的战术布置，而是现场才出现的安排；如果想到觀眾的負面反应，就不会这样做了。他承認比赛打到这样确实是非常难看的，但認為事件的主因，是世界羽联制订的规则有问题，他們只是钻一点空子，更明言「规则允许的事情，其实是可以做的。」他坦言，自己過去有时候会钻一点空子，但對方都會因為他的江湖地位而不追究。他認為：「如果是因为跋扈了一点，蛮横了一点，但是确实对我的队员能够起到促进的作用，我宁可这样做。竞技场上呢，因为金牌是唯一的标准。」